# طوطی پاسیاه
طوطی پاسیاه (نام علمی: Pionites leucogaster xanthomerius) یا Pionites xanthomerius)، که همچنین به عنوان طوطی شکم‌سفید غربی شناخته می‌شود، پرنده‌ای در زیرخانواده طوطی نوگرمسیری از خانواده طوطیان سبز، طوطی‌های آفریقایی و جهان جدید است که در بولیوی، برزیل و پرو یافت می‌شود. کمیته طبقه‌بندی آمریکای جنوبی انجمن پرنده‌شناسی آمریکا، کمیته بین‌المللی پرنده‌شناسی و آرایه‌شناسی کلمنتز طوطی پاسیاه را به عنوان زیرگونه طوطی شکم‌سفید (P. leucogaster) در نظر می‌گیرند. کتاب راهنمای پرندگان جهان (HBW) انجمن جهانی پرندگان آن را یک گونه کامل می‌داند.
برخلاف اینکه جمعیت آن به دلیل از دست دادن مداوم زیستگاه در حال کاهش است، IUCN آن را با توجه به گستره وسیع و کاهش نسبتاً آرام آن به عنوان کمترین نگرانی طبقه‌بندی می‌کند.